# Nhà chứa máy bay

Sơ đồ cắt lớp của một nhà chứa máy bay

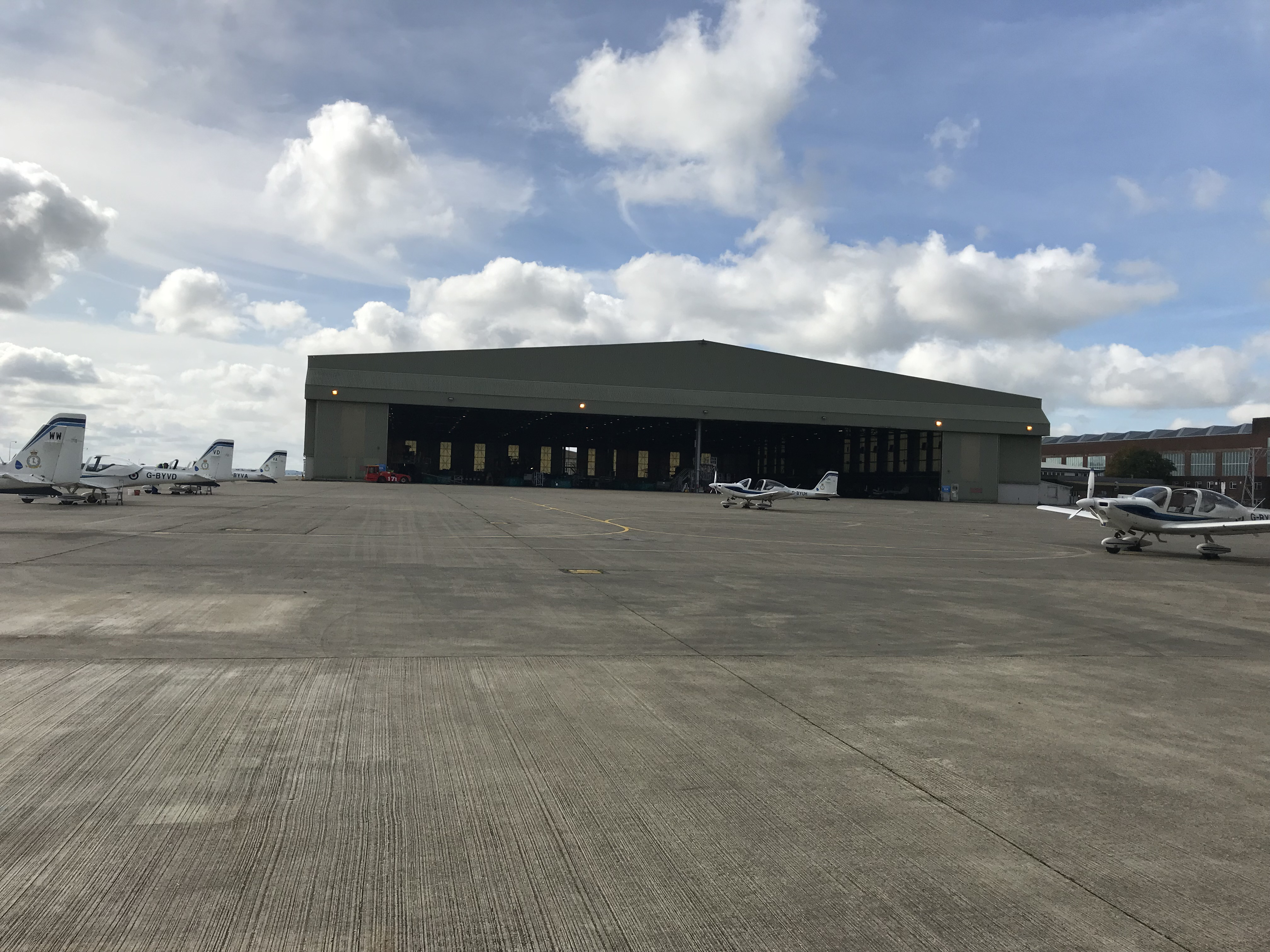
Quang cảnh bên ngoài xưởng chứa máy bay ở căn cứ quân sự RAF

Xưởng cất máy bay (hay còn gọi là nhà chứa máy bay, tiếng Anh: hangar) là một cấu trúc xây dựng kín để chứa các khí cụ bay hoặc thiết bị vũ trụ. Xưởng cất máy bay được xây dựng bằng thép, gỗ và bê tông. Từ hangar xuất phát từ tiếng Pháp Trung cổ hanghart (có nghĩa "bao vây gần một ngôi nhà"), của gốc tiếng Đức, từ tiếng Frankish *haimgard ("bao vây nhà", "hàng rào xung quanh một nhóm nhà"), từ *haim ("nhà, làng, xóm") và gard ("sân vườn").
Xưởng cất máy bay có tác dụng bảo vệ máy bay nói chung dưới mọi điều kiện thời tiết (như mưa bão, ánh nắng trực tiếp) và dùng để bảo trì, sửa chữa, sản xuất, lắp ráp và cất giữ máy bay.